# Sweat
Sweat és una pel·lícula dramàtica del 2020 escrita i dirigida per Magnus von Horn. És protagonitzada per Magdalena Kolesnik, Julian Swiezewski, Aleksandra Konieczna i Zbigniew Zamachowski. S'ha subtitulat al català.
La pel·lícula s'havia d'estrenar mundialment al Festival de Canes el maig de 2020, però el festival es va cancel·lar a causa de la pandèmia de la COVID-19. El juliol de 2020, es va anunciar que Gutek Film, TriArt i Mubi havien adquirit els drets de distribució de la pel·lícula a Polònia, Suècia i els Estats Units, respectivament. Sweat es va estrenar a Suècia el 12 de març de 2021 i a Polònia el 18 de juny de 2021.

## Sinopsi
Sylvia Zajac, una influenciadora motivadora de fitnes envoltada d'admiradors i empleats lleials, busca la veritable intimitat.

## Repartiment
- Magdalena Koleśnik com a Sylvia Zajac
- Julian Świeżewski com a Klaudiusz
- Aleksandra Konieczna com a Basia
- Zbigniew Zamachowski com a Fryderyk
- Tomasz Orpinski com a Rysiek
- Lech Lotocki com a Andrzej
- Magdalena Kuta com a Danuta
- Dominika Biernat com a Wiktoria
- Katarzyna Dziurska com a Kasia
- Wiktoria Filus com a Zosia
- Bartosz Sak com a Kacper
- Edgar Griszczuk com a Eryk
- Dorota Zieciowska com a estrella disco italiana
- Katarzyna Cynke com a Marieta
- Bogna Defecinska com a Ania